# Paragnathorhynchus subterraneus
Paragnathorhynchus subterraneus är en plattmaskart som beskrevs av Meixner 1938. Paragnathorhynchus subterraneus ingår i släktet Paragnathorhynchus och familjen Gnathorhynchidae. Arten är reproducerande i Sverige. Inga underarter finns listade i Catalogue of Life.